# Pablo Ortellado
Pablo Ortellado é um filósofo, professor universitário e colunista brasileiro. Dá aulas de Gestão de Políticas Públicas na Universidade de São Paulo, mesmo local onde se formou e se pós-graduou, e mantém uma coluna no jornal Folha de S.Paulo. Já teve também uma breve coluna no portal HuffPost Brasil e fundou a versão brasileira do site anarquista Centro de Mídia Independente.

O filósofo mantém uma coluna no Jornal O Globo, publicada aos sábados.
Em 2016, fundou no Facebook o Monitor do Debate Político no Meio Digital, uma ferramenta que acompanha a postagem e compartilhamento de conteúdos em páginas de centenas de veículos jornalísticos ou ligados a movimentos sociais de modo a ilustrar como grupos políticos interagem na rede social e medir o alcance das notícias falsas. Um levantamento do grupo revelou que, na semana das votações no processo de impeachment de Dilma Rousseff na Câmara dos Deputados do Brasil, três das cinco notícias mais compartilhadas eram falsas.